# Batalla d'Albesa
La batalla d'Albesa va ésser un combat esdevingut el 20 de febrer de 1003 entre l'exèrcit del comte Ramon Borrell de Barcelona i el seu germà el comte Ermengol I d'Urgell, per una banda, i l'exèrcit musulmà, per l'altra. L'exèrcit cristià havia penetrat en territori musulmà perseguint Abd al-Malik, el fill d'Almansor qui acabava de practicar una aceifa i a qui ara perseguien per recuperar el botí.
El resultat de la batalla no fou favorable als cristians i en ella va morir el mateix bisbe d'Elna: Berenguer d'Elna (germà petit del qui un dia seria l'abat-bisbe Oliba). Aquest atac, a més, va provocar una ràtzia l'any 1003 d'Abd al-Malik al-Muzaffar que va acabar capturant a Ermengol i destruint els castells de Montmagastre, Meià i Castellolí.